# Cantuaria borealis
Cantuaria borealis es una especie de arácnido nativa de Nueva Zelanda.

## Descripción
Cantuaria borealis son arañas grandes y robustas que varían en color de varios tonos de marrón, que van desde el naranja, el rojo y el amarillo hasta los tonos oliva y morado. Cantuaria borealis tiene ocho ojos, ubicados en el centro de su cabeza, y se pueden organizar en dos o tres filas. El tamaño de su cuerpo varía entre 8 y 33 mm. Cantuaria borealis es sexualmente dimórfica, con los machos de aspecto muy similar a las hembras hasta su última muda, donde emergen de color más oscuro y de tamaño más robusto. Las arañas macho tienen un órgano palpal obvio, y las arañas hembras tienen genitales internos.

## Distribución

### Rango global natural
Las especies de Cantuaria se encuentran en los continentes de África y Asia, incluidos lugares como Madagascar, India, el sudeste de Asia y América del Sur y Central.

### Especie de Nueva Zelanda
Cantuaria borealis se encuentra en toda la isla sur de Nueva Zelanda, con concentraciones en Canterbury, la península de Banks y la región de la costa oeste. Debido a las técnicas de migración limitadas, cada población separada de la araña tiende a ser una especie diferente, ya que solo caminan unos pocos metros antes de crear su propia madriguera.

### Preferencias de hábitat
Cantuaria borealis muestra la selección de hábitat modelando otros idiopidos a medida que ocupan un nicho fossorial. Un nicho de crianza se refiere a un organismo que vive la mayor parte de su vida bajo tierra, emergiendo solo para aparearse, migrar o golpear a sus presas. Las madrigueras se excavan a 30-40 cm de profundidad con la madriguera más profunda registrada a 49 cm.

## Ciclo de vida/fenología
Cantuaria borealis madura lentamente y tiene un ciclo de vida largo, con las hembras viviendo hasta 20 años. Se ponen pocos huevos cada año, y se encontró que una especie de Cantuaria estrechamente relacionada (Cantuaria huttoni) tenía solo 18-20 huevos en el saco de huevos. Las crías no podían maniobrar de forma independiente hasta que tenían alrededor de un mes. La madre invierte entre 6 y 18 meses para criar a las crías hasta que estén lo suficientemente maduras para construir sus propias madrigueras. Como se mencionó anteriormente, la Cantuaria borealis son arañas fosoriales que forman racimos, lo que significa que construyen sus madrigueras muy cerca unas de otras. Los machos se vuelven vagabundos y abandonan sus madrigueras para buscar una hembra durante los meses de otoño e invierno. Las hembras rara vez abandonan sus madrigueras y viven todo su ciclo de vida bajo tierra, haciendo que la madriguera sea más ancha y más larga a medida que crecen.

## Dieta y forrajeo
Cantuaria borealis es carnívora y se alimenta de invertebrados, incluidos escarabajos y caracoles. Han adaptado una técnica eficaz para cazar caracoles. Justo antes de que el caracol se refugie en su caparazón protector, la araña perfora el tejido blando del caracol, evitando que retroceda. Después de un tiempo, el caracol se fatiga y ya no puede resistir el agarre de las arañas y finalmente se digiere. Cantuaria borealis, al igual que otras arañas, solo comen alimentos líquidos. La araña atrapa a su presa e inyecta su saliva en el organismo. La saliva contiene enzimas que licuan el tejido, y luego la araña bombea el líquido a su cuerpo, usando su abdomen muscular. Las partes duras que no son digeribles se dejan caer en la madriguera para que descansen en el guante o se arrojan por la trampilla a la superficie del suelo. Cantuaria borealisSe ha observado que atrapan solo alimentos vivos, con poco interés en los invertebrados muertos que normalmente comerían. Las arañas trampa en Nueva Zelanda no tienen líneas de viaje de seda, sino que sienten las vibraciones de la presa fuera de la trampilla. Se ha observado a las arañas, posadas justo detrás de la trampilla, listas para atacar. Ocasionalmente, la araña dejará la madriguera por completo para perseguir a la presa, sin embargo, este no fue el comportamiento preferido.

## Depredadores, parásitos y enfermedades
Los depredadores comunes de Cantuaria borealis son aves, roedores y reptiles, y son huéspedes potenciales de parásitos, nematodos y hongos. Otro depredador común es el Priochemis (Trichocuryus) monachus, también conocido como la avispa pompilida más grande de Nueva Zelanda.. La avispa caza a la araña para alimentarse de su larva y se alimenta de arañas juveniles y adultas. La avispa acecha a la araña hasta que la araña se engancha. Una vez que la araña se ha comprometido con la avispa, la avispa picará a la araña y la paralizará. Luego, la araña es arrastrada de regreso al nido de avispas donde la larva se come a la araña, esperando hasta el final para comer sus órganos vitales y esencialmente matando a la araña. La araña es un objetivo principal por su gran tamaño y cuando está al aire libre su vulnerabilidad.
Cantuaria borealis está parasitada por Aranimermis gigunteus, que es un nematodo, de la familia de los mermitidos. Aranimermis gigunteus vive dentro de las hembras Cantuaria borealis y no se encontraron nematodos en los machos de las arañas. Se cree que esto se debe a que requieren un entorno estable, que se encuentra dentro de las arañas hembras que no abandonan su madriguera durante todo su ciclo de vida, de alrededor de 20 años. También se entiende que Aranimermis gigunteustiene un ciclo de vida largo y no puede completar este ciclo dentro de la vida útil de las arañas macho de 1 a 3 años. Casi todas las arañas hembras estaban infectadas y era común tener más de un parásito. En las arañas con un solo parásito, el sexo del nematodo siempre fue femenino, y en las arañas con más de dos, el género fue siempre masculino. Siete nematodos fue la mayor cantidad de nematodos encontrados dentro de una araña. Se ha demostrado que estos parásitos Aranimermis gigunteus están parasitados ellos mismos, y se cree que los quistes son causados por un parásito protozoario esporozo.

## Usos culturales
Las arañas trampa, en particular las especies de Cantuaria borealis, se han utilizado para el control de plagas en los pastizales, ya que son depredadores eficaces de grandes invertebrados. El valor de las arañas de trampilla en las tierras de cultivo se ha reconocido antes, y se ha observado que los potreros que tenían trampillas tienen menos problemas con la larva de la hierba.